# (3190) Aposhanskij
(3190) Aposhanskij (1978 SR6) – planetoida z pasa głównego asteroid okrążająca Słońce w ciągu 5,19 lat w średniej odległości 2,99 au. Odkryta 26 września 1978 roku.